# 萬曆中興
萬曆中興，指的是明朝萬曆帝時出現的短暫中興局面。其中興之勢主要歸功於張居正在朝政上的治績。政治上推行考成法，打破了論資排輩的傳統偏見 ; 不拘出身和資歷，任用贤官；经济上实行“一条鞭法”，丈量全国土地，加强中央对粮食的宏观控制，派遣潘季驯治理黄河；军事上革除军备废弛、加强训练、整顿海防。

## 中興
整個萬曆年間，即明神宗朱翊鈞（1572年-1620年在位）在位凡四十八年之久，是明朝在位最久的皇帝，但惟有前十五年治政稍有起色。萬曆初年，由母親李太后處理朝政。張居正得到李太后的充分信任，而年幼的神宗對其更為信賴，故張居正能一心一意推行政令。
在經濟上行「一條鞭法」，在政治上則整飭吏治，任用賢臣，在防守方面則任用名將戚繼光抵禦沿海為患的倭寇。在水患上有潘季馴四次治河，成效顯著。神宗在位頭十五年，國家收入大增，加上能夠解決國防邊患的問題，万历五年（1577年），岁入四百三十五万九千四百余两，岁出三百四十九万四千二百余两。後世稱該時期為“萬曆中興”。《罪惟录》上说，张居正执政时期“使东至四海，西至甘州，五千里几无烽火”。

## 怠政

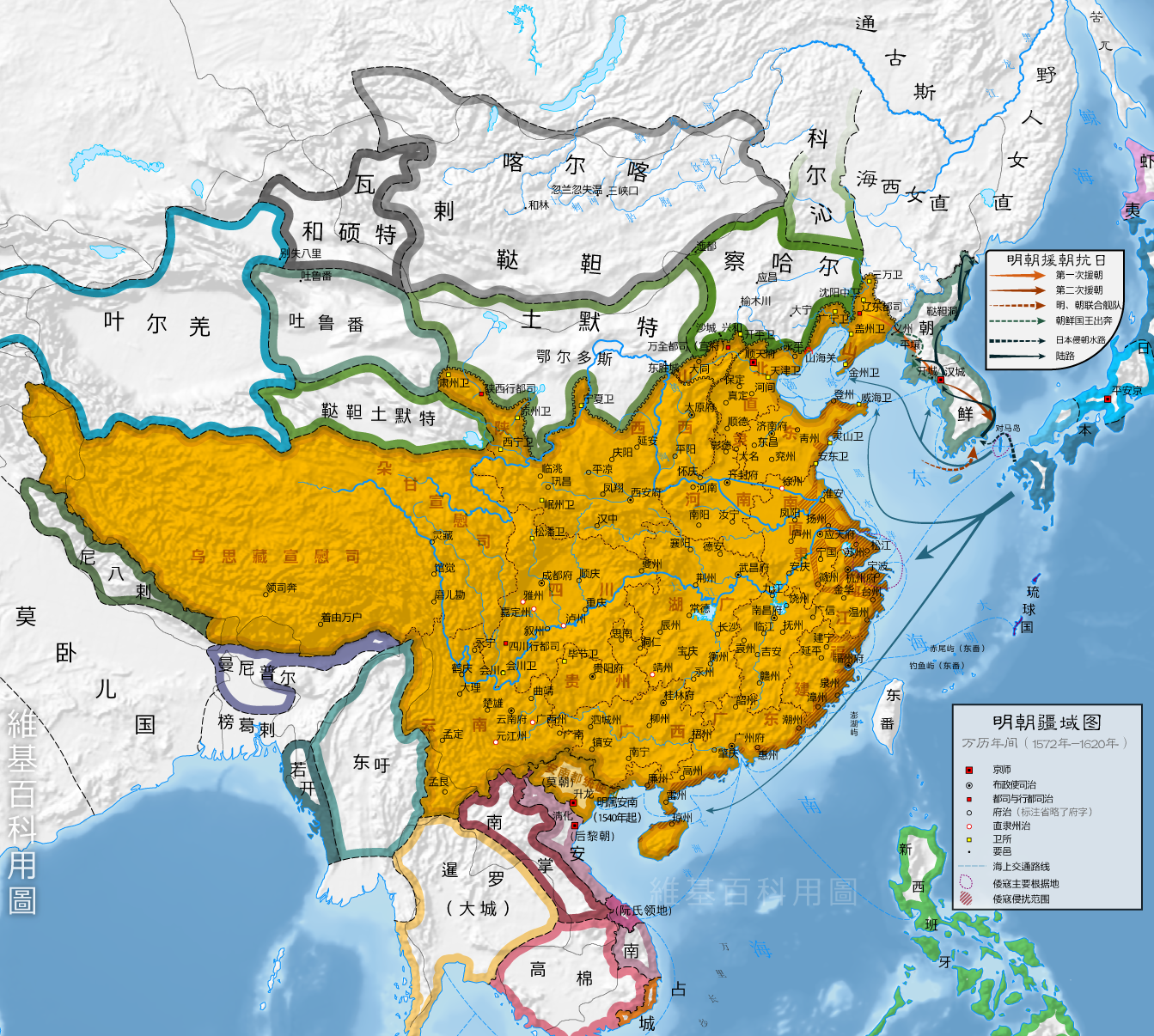
橙色部份為明朝万历時期疆域

張居正於萬曆十年（1582年）去世。萬曆十四年（1586年）十一月明神宗開始沉迷酒色，而李太后年紀漸大，對明神宗也實在無力再管束，導致萬曆十七年（1589年）后不再接見朝臣，只在萬曆四十三年（1615年）勉強到金鑾殿上亮了一次相。許多朝臣都沒見過皇帝一面，但空缺的以言官居多，政府的運行因有內閣首輔及文官集團并沒有停止。明神宗通過一定方式控制朝政，而後在萬曆二十年至二十八年（1592年至1600年）進行大規模征戰，其中萬曆三大征勝利；在萬曆二十八年（1600年）後明朝國力衰退。萬曆四十七年（1619年），遼東总兵楊鎬四路進攻後金，在薩爾滸大敗，戰死四萬餘人，開原、鐵嶺淪陷，北京震動。大臣跪在文華門外，哀求皇帝增派援軍，急發軍餉，明神宗卻毫不理會。
萬曆怠政有許多解釋，最主要的還是張居正身前與身後對他的影響。萬曆八年（1580年）明神宗因夜與宦官遊玩時行為不檢，遭到母后訓斥，张居正“具疏切谏”，过几天，張居正為其寫了罪己詔，由此埋下日後的禍根。
有人指責张居正晚年驕奢、專權。兩個兒子中狀元、榜眼，為世人非議。《天水冰山录》附〈籍沒張居正數〉有“金器皿六百十七件，重三千七百十一两；金首饰七百四十八件，重九百九十两；银器皿九百八十六件，重五千二百四十两。”史家高陽曾指出張居正身前的劝以节用，在神宗变成看重财货；张居正以峻法治国，在神宗变成以峻法对付臣下；张居正所讲的仁义道德，在明神宗眼中都认为是骗人的。至此可知張居正對明神宗的教育可說是完全破產。
黃仁宇在《萬曆十五年》曾提到“當一個人口眾多的國家，各人行動全憑儒家簡單粗淺而又無法固定的原則所限制，而法律又缺乏創造性，則其社會發展的程度，必然受到限制。即便是宗旨善良，也不能補助技術之不及。”